# Marconi (métro de Turin)
Pour les articles homonymes, voir Marconi.
Marconi est une station de la ligne 1 du métro de Turin, située sur la via Nizza.